# Aadmi Aur Insaan
Aadmi Aur Insaan (Hindi आदमी और इंसान, übersetzt: „Mann und Mensch“) ist ein Bollywoodfilm von B. R. Chopra unter der Regie seines jüngeren Bruders Yash Chopra. 

## Handlung
Der reiche Unternehmer Jai Kishan, auch J. K. genannt, fand in seinem besten Freund Munish eine Ersatzfamilie. In Munish sieht er auch einen Bruder und finanziert sein Studium zum Ingenieur. Die beiden sind unzertrennlich. Nun arbeitet Munish an einem Damm-Projekt unter J. K.s Leitung. Während der Arbeit lernt Munisch die junge Sozialarbeiterin Meena kennen, die sich um das Wohlbefinden der Arbeiter kümmert. Er verliebt sich in sie und möchte sie J. K. vorstellen.
Noch bevor J. K. sie zu Gesicht bekommt, verliebt dieser sich in Shimla während einer Geschäftsreise – in Meena, die ihren Vater begleitet hat. Als Munish davon erfährt, will er seine Liebe für die Freundschaft opfern. Doch J. K. glaubt, Munish stellt sich zwischen Meena und ihn. Er feuert ihn, als Munish auch noch die schlechte Qualität der Bausubstanzen des Dammes bemängelt. Dämme brechen, Zugbrücken stürzen ein!
Während Munish sich bemüht die Ursache der Unglücke zu finden, versuchen J. K. und die verführerische Rita ihn hinters Licht zu führen. Nachdem Munish Beweise findet, die unter anderem den Schwarzhandel miteinbeziehen, kommt er hinter dem Drahtzieher dieser mysteriösen Vorfälle – es ist niemand anderes als J. K. selbst.
Vor einem Komitee der Regierung sollte Munish die Beweise vorlegen. Um seinen Freund nicht zu verraten, schweigt er über die Beweise. Das Komitee wirft Munish Korruption vor und zieht ihn vor das Gericht. 
J. K. betritt plötzlich den Gerichtssaal und gesteht seine Schuld, da er aus reiner Profitgier gehandelt habe. Auch die Schwarzhändler verpetzt er. Just in dem Moment schießt Kundanlal, J. K.s Handlanger, auf ihn. Im Sterben bittet er Munish, Meena und die Familie um Verzeihung und übergibt seinem besten Freund die Verantwortung über das Unternehmen.

## Musik
| # | Titel                           | Sänger/in                    |
| - | ------------------------------- | ---------------------------- |
| 1 | "Neele Parbaton Ki Dhara"       | Mahendra Kapoor, Asha Bhosle |
| 2 | "Bacha Le Ae Maula Ae Ram"      | Mohammed Rafi                |
| 3 | "Ijaazat Ho"                    | Mahendra Kapoor, Asha Bhosle |
| 4 | "Itni Jaldi Na Karo"            | Asha Bhosle                  |
| 5 | "Jaage Ga Insaan Zaman Dekhega" | Mahendra Kapoor              |
| 6 | "O Yara Dildara"                | Mahendra Kapoor, Bhupinder   |
| 7 | "Zindagi Ittefaq Hai"           | Mahendra Kapoor, Asha Bhosle |
| 8 | "Zindagi Ke Rang Kai Re Saathi" | Asha Bhosle                  |

## Auszeichnungen
Filmfare Award 1971
- Filmfare Award/Bester Nebendarsteller an Feroz Khan

Nominierungen:
- Filmfare Award/Beste Nebendarstellerin an Mumtaz

## Kritik
„Durch diesen interessanten Blick in die indische Wirtschaftsmechanik, die auf sehr rudimentäre, aber dadurch auch leicht verständliche Weise abhandelt wird, gewinnt "Aadmi Aur Insaan" an Wert. Der Rest liefert primär solide Unterhaltung. Da wäre etwa die flotte Musik von Ravi, da sind die herrlichen Klamotten, die abwechslungsreiche Szenerie und die gut aufgelegten Akteure.“